# Lipa (powiat ząbkowicki)
Lipa – wieś w Polsce położona w województwie dolnośląskim, w powiecie ząbkowickim, w gminie Ziębice.

## Podział administracyjny
W latach 1975–1998 miejscowość należała administracyjnie do województwa wałbrzyskiego.

## Szlaki turystyczne
- Strzelin – Szańcowa – Gościęcice Średnie – Skrzyżowanie pod Dębem – Gromnik – Dobroszów – Kalinka – Skrzyżowanie nad Zuzanką – Źródło Cyryla – Ziębice – Lipa – Rososznica – Stolec – Cierniowa Kopa – Kolonia Bobolice – Kobyla Głowa – Karczowice – Podlesie – Ostra Góra – Starzec – Księginice Wielkie – Sienice – Łagiewniki – Oleszna – Przełęcz Słupicka – Sulistrowiczki – Ślęża – Sobótka
- Ziębice – Lipa – Jasłówek – Krzelków – Zameczny Potok – Ciepłowody – Kawia Góra (Łysica) – Ruszkowice – Ostra Góra – Podlesie – Przerzeczyn-Zdrój – Grzybowiec – Piława Górna – Piława Dolna[4]